# Sean Murray (piłkarz)
Sean Michael Murray (ur. 11 października 1993 w Abbots Langley) – irlandzki piłkarz występujący na pozycji pomocnika w Colchesterze United.